# Пјетрара (Терни)
Пјетрара је насеље у Италији у округу Терни, региону Умбрија.
Према процени из 2011. у насељу је живело 63 становника. Насеље се налази на надморској висини од 251 м.